# Klubowe Mistrzostwa Krajów Nordyckich w piłce siatkowej mężczyzn (2013/2014)
Klubowe Mistrzostwa Krajów Nordyckich w piłce siatkowej mężczyzn 2013/2014 – 7. sezon rozgrywek o klubowe mistrzostwo krajów nordyckich organizowanych przez North European Volleyball Zonal Association (NEVZA). Zainaugurowane zostały 1 listopada 2013 roku i trwały do 2 lutego 2014 roku.
Rozgrywki składały się z fazy grupowej oraz turnieju finałowego, w ramach którego cztery drużyny rozegrały ze sobą po jednym spotkaniu.
Turniej finałowy odbył się w dniach 31 stycznia-2 lutego 2014 roku w Marienlyst Centret w Odense.

## Drużyny uczestniczące
| VolleyLigaen | VolleyLigaen |
| --- | ------------ |
| Marienlyst Odense | 3            |
| Gentofte Volley | 4            |
| Middelfart VK | 6            |
| Holte IF | —            |
| Randers Novo Volley | —            |
| Mizunoligaen |              |
| Nyborg VBK | 1            |
| Førde VBK | 5            |
| NTNUI | —            |
| Randaberg IL | —            |
| Elitserien |              |
| Falkenbergs VBK | 2            |
| Örkelljunga VK | 7            |
| Linköpings VC | 8            |
| Oznaczenia: - kolumna druga – miejsce zajęte przez daną drużynę w poprzednim sezonie Klubowych Mistrzostw Krajów Nordyckich. |              |

## Faza grupowa

### Grupa 1 –Randers
Tabela
| Lp. | Drużyna             | Pkt | Mecze | Mecze | Mecze | Sety | Sety | Sety  | Małe punkty | Małe punkty | Małe punkty |
| Lp. | Drużyna             | Pkt | M     | W     | P     | wyg. | prz. | ratio | zdob.       | str.        | ratio       |
| --- | ------------------- | --- | ----- | ----- | ----- | ---- | ---- | ----- | ----------- | ----------- | ----------- |
| 1   | Nyborg VBK          | 4   | 2     | 2     | 0     | 6    | 1    | 6.000 | 173         | 147         | 1.177       |
| 2   | Gentofte Volley     | 3   | 2     | 1     | 1     | 4    | 5    | 0.800 | 192         | 199         | 0.965       |
| 3   | Randers Novo Volley | 2   | 2     | 0     | 2     | 2    | 6    | 0.333 | 164         | 183         | 0.896       |

Źródło: Svenska Volleybollforbundet
Zasady ustalania kolejności: 1. liczba zdobytych punktów; 2. wyższy stosunek setów; 3. wyższy stosunek małych punktów.
Punktacja: zwycięstwo – 2 pkt; porażka – 1 pkt
Wyniki spotkań
| Data       | Drużyna 1           | Wynik | Drużyna 2           | Set 1 | Set 2 | Set 3 | Set 4 | Set 5 |
| ---------- | ------------------- | ----- | ------------------- | ----- | ----- | ----- | ----- | ----- |
| 01.11.2013 | Randers Novo Volley | 2:3   | Gentofte Volley     | 25:21 | 21:25 | 25:22 | 22:25 | 8:15  |
| 02.11.2013 | Gentofte Volley     | 1:3   | Nyborg VBK          | 20:25 | 25:23 | 20:25 | 19:25 |       |
| 03.11.2013 | Nyborg VBK          | 3:0   | Randers Novo Volley | 25:23 | 25:22 | 25:18 |       |       |

### Grupa 2 –Odense
Tabela
| Lp. | Drużyna           | Pkt | Mecze | Mecze | Mecze | Sety | Sety | Sety  | Małe punkty | Małe punkty | Małe punkty |
| Lp. | Drużyna           | Pkt | M     | W     | P     | wyg. | prz. | ratio | zdob.       | str.        | ratio       |
| --- | ----------------- | --- | ----- | ----- | ----- | ---- | ---- | ----- | ----------- | ----------- | ----------- |
| 1   | Marienlyst Odense | 4   | 2     | 2     | 0     | 6    | 0    | MAX   | 152         | 117         | 1.299       |
| 2   | NTNUI             | 3   | 2     | 1     | 1     | 3    | 5    | 0.600 | 161         | 183         | 0.880       |
| 3   | Örkelljunga VK    | 2   | 2     | 0     | 2     | 2    | 6    | 0.333 | 169         | 182         | 0.929       |

Źródło: Svenska Volleybollforbundet
Zasady ustalania kolejności: 1. liczba zdobytych punktów; 2. wyższy stosunek setów; 3. wyższy stosunek małych punktów.
Punktacja: zwycięstwo – 2 pkt; porażka – 1 pkt
Wyniki spotkań
| Data       | Drużyna 1         | Wynik | Drużyna 2         | Set 1 | Set 2 | Set 3 | Set 4 | Set 5 |
| ---------- | ----------------- | ----- | ----------------- | ----- | ----- | ----- | ----- | ----- |
| 01.11.2013 | Marienlyst Odense | 3:0   | NTNUI             | 25:20 | 25:20 | 25:16 |       |       |
| 02.11.2013 | NTNUI             | 3:2   | Örkelljunga VK    | 19:25 | 21:25 | 25:23 | 25:22 | 15:13 |
| 03.11.2013 | Örkelljunga VK    | 0:3   | Marienlyst Odense | 19:25 | 25:27 | 17:25 |       |       |

### Grupa 3 –Linköping
Tabela
| Lp. | Drużyna       | Pkt | Mecze | Mecze | Mecze | Sety | Sety | Sety  | Małe punkty | Małe punkty | Małe punkty |
| Lp. | Drużyna       | Pkt | M     | W     | P     | wyg. | prz. | ratio | zdob.       | str.        | ratio       |
| --- | ------------- | --- | ----- | ----- | ----- | ---- | ---- | ----- | ----------- | ----------- | ----------- |
| 1   | Middelfart VK | 4   | 2     | 2     | 0     | 6    | 1    | 6.000 | 169         | 148         | 1.142       |
| 2   | Linköpings VC | 3   | 2     | 1     | 1     | 4    | 4    | 1.000 | 187         | 185         | 1.011       |
| 3   | Randaberg IL  | 2   | 2     | 0     | 2     | 1    | 6    | 0.167 | 154         | 177         | 0.870       |

Źródło: Svenska Volleybollforbundet
Zasady ustalania kolejności: 1. liczba zdobytych punktów; 2. wyższy stosunek setów; 3. wyższy stosunek małych punktów.
Punktacja: zwycięstwo – 2 pkt; porażka – 1 pkt
Wyniki spotkań
| Data       | Drużyna 1     | Wynik | Drużyna 2     | Set 1 | Set 2 | Set 3 | Set 4 | Set 5 |
| ---------- | ------------- | ----- | ------------- | ----- | ----- | ----- | ----- | ----- |
| 01.11.2013 | Linköpings VC | 3:1   | Randaberg IL  | 27:29 | 25:16 | 25:23 | 25:23 |       |
| 02.11.2013 | Randaberg IL  | 0:3   | Middelfart VK | 22:25 | 22:25 | 19:25 |       |       |
| 03.11.2013 | Middelfart VK | 3:1   | Linköpings VC | 19:25 | 25:23 | 25:16 | 25:21 |       |

### Grupa 4 –Førde
Tabela
| Lp. | Drużyna         | Pkt | Mecze | Mecze | Mecze | Sety | Sety | Sety  | Małe punkty | Małe punkty | Małe punkty |
| Lp. | Drużyna         | Pkt | M     | W     | P     | wyg. | prz. | ratio | zdob.       | str.        | ratio       |
| --- | --------------- | --- | ----- | ----- | ----- | ---- | ---- | ----- | ----------- | ----------- | ----------- |
| 1   | Falkenbergs VBK | 4   | 2     | 2     | 0     | 6    | 0    | MAX   | 151         | 122         | 1.238       |
| 2   | Førde VBK       | 3   | 2     | 1     | 1     | 3    | 5    | 0.600 | 173         | 178         | 0.972       |
| 3   | Holte IF        | 2   | 2     | 0     | 2     | 2    | 6    | 0.333 | 162         | 186         | 0.871       |

Źródło: Svenska Volleybollforbundet
Zasady ustalania kolejności: 1. liczba zdobytych punktów; 2. wyższy stosunek setów; 3. wyższy stosunek małych punktów.
Punktacja: zwycięstwo – 2 pkt; porażka – 1 pkt
Wyniki spotkań
| Data       | Drużyna 1       | Wynik | Drużyna 2       | Set 1 | Set 2 | Set 3 | Set 4 | Set 5 |
| ---------- | --------------- | ----- | --------------- | ----- | ----- | ----- | ----- | ----- |
| 01.11.2013 | Førde VBK       | 0:3   | Falkenbergs VBK | 20:25 | 24:26 | 18:25 |       |       |
| 02.11.2013 | Falkenbergs VBK | 3:0   | Holte IF        | 25:22 | 25:20 | 25:18 |       |       |
| 03.11.2013 | Førde VBK       | 3:2   | Holte IF        | 22:25 | 25:19 | 24:26 | 25:22 | 15:10 |

## Turniej finałowy
Tabela
| Lp. | Drużyna           | Pkt | Mecze | Mecze | Mecze | Sety | Sety | Sety  | Małe punkty | Małe punkty | Małe punkty |
| Lp. | Drużyna           | Pkt | M     | W     | P     | wyg. | prz. | ratio | zdob.       | str.        | ratio       |
| --- | ----------------- | --- | ----- | ----- | ----- | ---- | ---- | ----- | ----------- | ----------- | ----------- |
| 1   | Falkenbergs VBK   | 5   | 3     | 2     | 1     | 7    | 4    | 1.750 | 288         | 266         | 1.083       |
| 2   | Nyborg VBK        | 5   | 3     | 2     | 1     | 7    | 5    | 1.400 | 274         | 281         | 0.975       |
| 3   | Middelfart VK     | 4   | 3     | 1     | 2     | 6    | 7    | 0.857 | 293         | 306         | 0.958       |
| 4   | Marienlyst Odense | 4   | 3     | 1     | 2     | 3    | 7    | 0.429 | 231         | 228         | 1.013       |

Źródło: Svenska Volleybollforbundet
Zasady ustalania kolejności: 1. liczba zdobytych punktów; 2. wyższy stosunek setów; 3. wyższy stosunek małych punktów.
Punktacja: zwycięstwo – 2 pkt; porażka – 1 pkt
Wyniki spotkań
| Data       | Drużyna 1         | Wynik | Drużyna 2         | Set 1 | Set 2 | Set 3 | Set 4  | Set 5 |
| ---------- | ----------------- | ----- | ----------------- | ----- | ----- | ----- | ------ | ----- |
| 31.01.2014 | Marienlyst Odense | 0:3   | Falkenbergs VBK   | 21:25 | 23:25 | 21:25 |        |       |
| 31.01.2014 | Nyborg VBK        | 3:2   | Middelfart VK     | 17:25 | 16:25 | 31:29 | 25:17  | 15:11 |
| 01.02.2014 | Middelfart VK     | 1:3   | Marienlyst Odense | 25:19 | 14:25 | 22:25 | 16:25  |       |
| 01.02.2014 | Nyborg VBK        | 1:3   | Falkenbergs VBK   | 15:25 | 28:26 | 26:28 | 23:25) |       |
| 02.02.2014 | Marienlyst Odense | 0:3   | Nyborg VBK        | 26:28 | 21:25 | 23:25 |        |       |
| 02.02.2014 | Falkenbergs VBK   | 1:3   | Middelfart VK     | 30:32 | 25:18 | 21:25 | 32:34  |       |

## Klasyfikacja końcowa
| Miejsce | Drużyna             |
| ------- | ------------------- |
| 1       | Falkenbergs VBK     |
| 2       | Nyborg VBK          |
| 3       | Middelfart VK       |
| 4       | Marienlyst Odense   |
| 5       | Linköpings VC       |
| 6       | Gentofte Volley     |
| 7       | Førde VBK           |
| 8       | NTNUI               |
| 9       | Örkelljunga VK      |
| 10      | Randers Novo Volley |
| 11      | Holte IF            |
| 12      | Randaberg IL        |